# Miroslav Verner

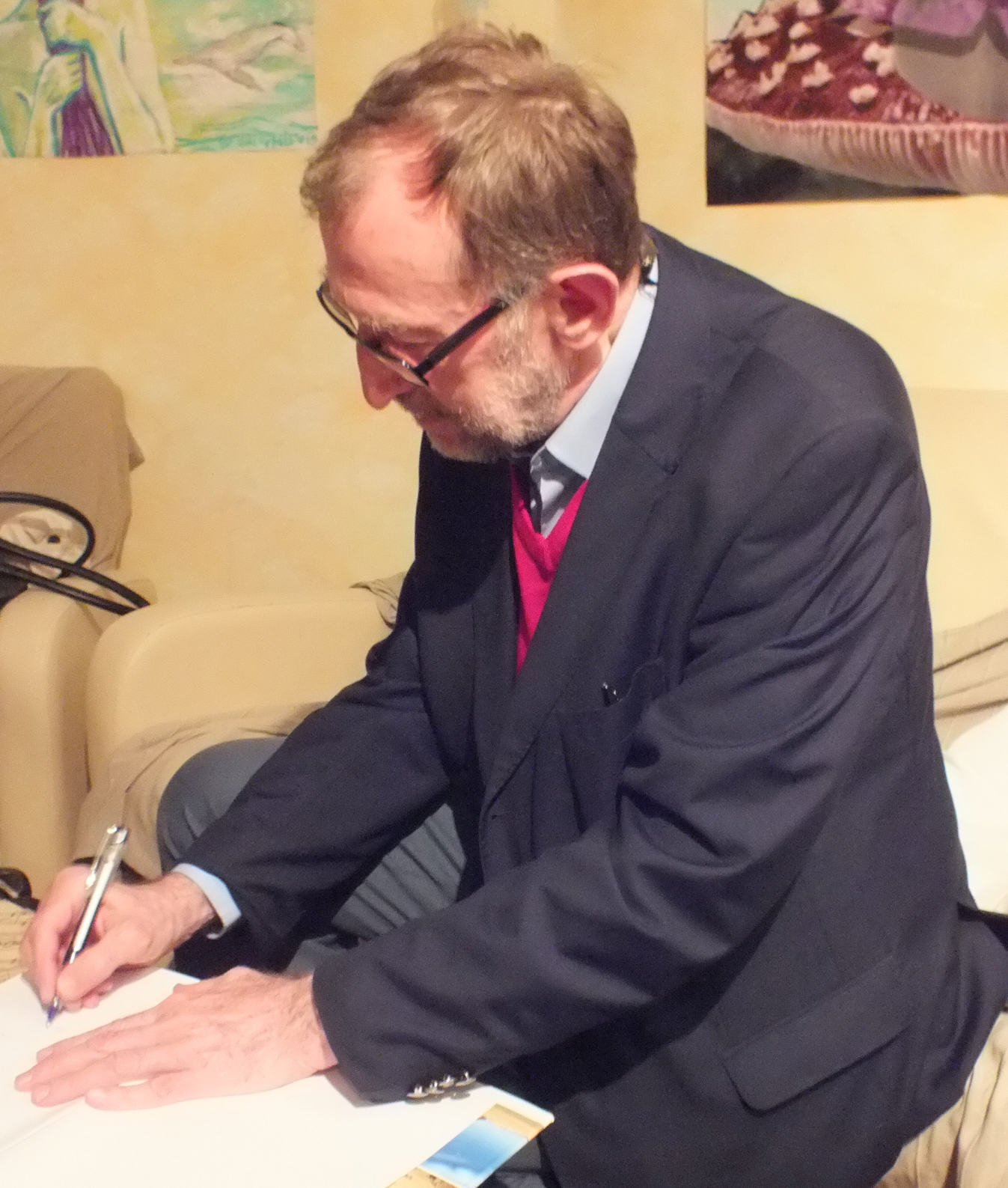
Miroslav Verner

Miroslav Verner, DrSc. (nascut el 31 d'octubre de 1941 a Brno) és un egiptòleg txec especialitzat en la història i l'arqueologia de l'Imperi Antic a l'antic Egipte.
Verner fou el director de l'Institut Txec d'Egiptologia durant disset anys, i va dirigir les excavacions txeques a Abusir al-Melek. També s'ha associat amb les Universitats de Viena i Hamburg, així com amb la Universitat Carolina de Praga i la Universitat Americana del Caire.
El Dr.Verner ha participat activament en excavacions arqueològiques des de 1964, i ha estat excavant a Abusir al-Melek des de 1976. El 1998, l'enterrament de Iufaa, un sacerdot egipci i administrador de palaus, va ser descobert en una tomba intacta per un equip d'arqueòlegs txecs de l'Institut Txec d'Egiptologia, sota la direcció de Verner.
El 2005, el Dr.Verner va esdevenir el director del projecte "Recerca de la civilització de l'Antic Egipte" El projecte va funcionar entre 2005 i 2011, i el seu objectiu fou estudiar l'evolució de la societat egípcia al llarg de la seva història.

## Obres
- Objevování starého Egypta. Praha - Litomyšl: Paseka 2008.
- Pyramidy. 2. edició revisada i ampliada. Praha: Academia 2008.
- Die Pyramiden, [edició txeca revisada i redissenyada], Hamburg: Rowohlt 1998.
- Pyramidy, tajemství minulosti, Praha: Academia 1997.
- Obra conjunta amb L. Barešem i B. Vachalou, Ilustrovaná encyklopedie starého Egypta, Praha: Univerzita Karlova 1997.
- Ztracené pyramidy, zapomenutí faraoni. Abusir, Praha: Academia 1994.
- Corpus Antiquitatum Aegyptiacarum. Altaegyptische Särge in den Museen und Sammlungen der Tschechoslowakei, Praha: Univerzita Karlova 1983.